# 28.º Batalhão de Caçadores
O 28º Batalhão de Caçadores (28º B C), conhecido como Batalhão Campo Grande, é uma unidade do Exército Brasileiro localizada em Aracaju, Sergipe e subordinada diretamente à 6ª Região Militar, em Salvador. Sua denominação histórica é uma lembrança da Batalha de Campo Grande, durante a Guerra do Paraguai, onde lutou.

## História
Criado em 1838 como o “1º Batalhão de Caçadores” em Desterro, Santa Catarina, participou da Guerra do Paraguai e passou pelo Rio de Janeiro e Cuiabá antes de chegar a sua atual guarnição 1917, com a denominação de 41º Batalhão de Caçadores. A atual denominação foi obtida em 1921. Na capital sergipana, incorporava recrutas desinformados, que procurava moldar, incutindo sua disciplina e alfabetizando-os na Escola Regimental. As comemorações do centenário da Independência em 1922 foram usadas pela instituição para demonstrar a transformação que realizava.
Nos primeiros anos, o nível disciplinar era considerado alto. Em 1923, o batalhão seguiu a Salvador para a aplicação do estado de sítio e deposição do governo de José Joaquim Seabra. Entretanto, em julho de 1924, paralelamente à Revolta Paulista oficiais tenentistas tomaram o comando do batalhão e implantaram uma junta militar para governar o estado. Forças legalistas dos estados vizinhos conseguiram derrotar a revolta. Outro levante tenentista ocorreu em 1926. A atividade tenentista marcava um espírito político combativo no batalhão, mas ele não se perpetuou.
Na Revolução de 1930, o batalhão aderiu sem resistência e o estado passou aos revolucionários. Ele lutou na Revolução Constitucionalista de 1932 e no golpe de Estado de 1964 depôs o governador Seixas Dória, contrário ao golpe. O batalhão foi um centro de torturas durante a ditadura militar subsequente ao golpe e local de detenção dos 24 presos da Operação Cajueiro.